# Christian Jürgensen Thomsen

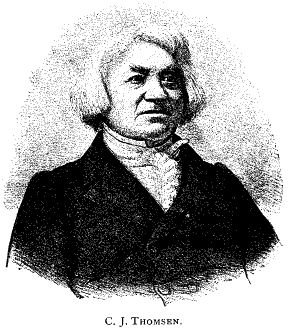
Porträt von Christian J. Thomsen

Christian Jürgensen Thomsen (* 29. Dezember 1788 in Kopenhagen; † 21. Mai 1865 ebenda) war ein dänischer Altertumsforscher und Begründer des Dreiperiodensystems, nach dem die europäische Urgeschichte in Steinzeit, Bronzezeit und Eisenzeit zu unterteilen ist.

## Leben
Thomsen war der Sohn eines Kaufmanns, dessen Handelsgeschäft er nach dem Tod seines Vaters weiterführen musste. Nebenbei beschäftigte er sich mit Numismatik, Altertümern und Kunstgeschichte und legte eine Münz- und Antiquitätensammlung an.
1807 stieß Thomsen zu der im selben Jahr gegründeten „Kommission zur Erhaltung von Altertümern“ unter der Leitung von Rasmus Nyerup (1759–1829). 1816 legte Nyerup sein Amt als Leiter der Kommission nieder und Thomsen übernahm diesen Posten. Im Jahre 1819 wurde aus der Altertümersammlung das Dänische Nationalmuseum zu Kopenhagen und Thomsen wurde der erste Kustos der so genannten „Altnordischen Sammlung“. Bei der Neuordnung dieser Sammlung erkannte er, dass sich der Fundstoff in Gebrauchsgegenstände und Waffen aus Stein, Bronze und Eisen gliedern lässt und dass diese Einteilung chronologisch zu erklären ist. Er ist damit der Begründer des sogenannten Dreiperiodensystems. Im Jahre 1836 erläuterte er seine Erkenntnisse in einem „Leitfaden zur nordischen Alterthumskunde“. Sein System wurde danach von der Archäologie in ganz Europa übernommen und gilt in seinen Grundzügen für Europa und Eurasien bis heute.
Später erhielt Thomsen die Direktion der Münz- und Medaillensammlung, die Inspektion der Gemäldesammlung und die des ethnographischen Museums. 1861 wurde er Direktor sämtlicher Sammlungen, deren eigentlicher Schöpfer und Ordner er war. 1864 wurde er als korrespondierendes Mitglied in die Russische Akademie der Wissenschaften in Sankt Petersburg aufgenommen.

## Schriften
- Ledetraad til nordisk Oldkyndighed. Det kongelige nordiske oldskriftselskab, Kopenhagen 1836.
  - Deutsche Übersetzung: Leitfaden zur nordischen Alterthumskunde. Kopenhagen 1837, books.google.de.